# Canal de Bolama
Canal de Bolama är ett sund i Guinea-Bissau. Det ligger i den sydvästra delen av landet, 40 km söder om huvudstaden Bissau.